# Albert Leister

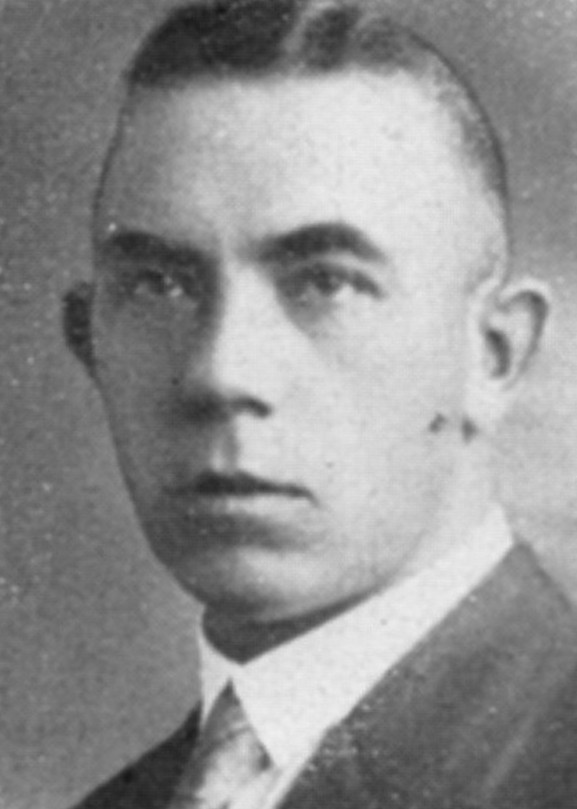
Albert Leister, um 1933

Albert Leister (* 25. Mai 1890 in Mühlhausen/Thüringen; † Ende 1968 in Bonn) war ein deutscher Politiker (NSDAP). 

## Leben und Wirken
Nach dem Besuch der Volksschule absolvierte Leister eine kaufmännische Lehre. Anschließend arbeitete er als Angestellter. Von 1910 bis 1912 gehörte er der kaiserlichen Armee an. Von 1914 bis 1915 nahm Leister am Ersten Weltkrieg teil. Am 3. Juni 1915 wurde er im Feld verwundet, wobei er seinen rechten Fuß verlor. Nach seiner Entlassung aus der Armee wurde Leister kaufmännischer Angestellter bei Behörden. In diesem Zusammenhang leitete er ab 1917 die Kriegswirtschaft im Landkreis Nienburg (Weser).
Am 1. Juli 1924 wurde Leister zum Leiter der Kreiskommunalkasse des Kreises Nienburg-Weser ernannt. Dass Leister zum 7. September 1925 der NSDAP beigetreten war (Mitgliedsnummer 18.132), führte 1930 dazu, dass ein Disziplinarverfahren gegen ihn eingeleitet wurde.
Von September 1930 bis November 1933 saß Leister als Abgeordneter der NSDAP im Deutschen Reichstag, in dem er den Wahlkreis 16 (Südhannover-Braunschweig) vertrat. Von 1933 bis 1936 amtierte Leister als Regierungspräsident von Stade.
Nach dem deutschen Überfall auf Polen war Leister von September bis November 1939 Stadtkommissar in Lodsch.